# Iron County, Utah
Iron County är ett administrativt område i delstaten Utah, USA. År 2010 hade countyt 46 163 invånare. Den administrativa huvudorten (county seat) är Parowan. 
Det hette från början Little Salt Lake Valley men döptes senare om efter de järngruvor som finns utanför den största staden, Cedar City.
Del av Zions nationalpark och Cedar Breaks nationalmonument ligger i countyt. 

## Geografi
Enligt United States Census Bureau har countyt en total area på 8 552 km². 8 542 km² av den arean är land och 10 km² är vatten.

### Angränsande countyn
- Washington County, Utah - syd
- Kane County, Utah - sydöst
- Garfield County, Utah - öst
- Beaver County, Utah - nord
- Lincoln County, Nevada - väst